# Keni Richards
Keni Richards (n. en el año 1964 - 12 de abril de 2017) fue un batería estadounidense conocido por ser miembro original y batería de la banda americana de Hard rock, Glam metal y Power Pop, Autograph, aunque en 1989, año de la separación del grupo Autograph, no volvió a grabar nada más con ellos, y se convirtió, en 1990, en el batería de la banda de Heavy metal, Dirty White Boy.

## Autograph
Fue miembro original de la banda desde su debut en el año 1983, en 1982, trabajaba junto a Alex Van Halen, en la industria de sonido y percusión. Con Autograph, Keni, grabó junto al resto de la banda, el que sería el gran y exitoso álbum debut de Autograph, Sign in Please en 1983. Lanzado a la venta en 1984, este álbum debut no fue muy reconocido hasta principios del año siguiente, en 1985. Canciones como Send Her To Me y Turn Up The Radio hicieron disparar las ventas y el poder comercial que cada vez incrementaba más. A finales del año 1984 grabaron You Can't Hide From The Beast Inside, para la película Fright Night del año 1985. That's The Stuff fue el siguiente álbum de estudio de la banda publicado en 1985 con los sencillos Blondes In Black Cars, That's The Stuff y Hammerhead, pero fue un fracaso absoluto, tanto en ventas, como en calificaciones por parte de las más superiores revistas de música rock y pop. Después de este rotundo y gran fracaso, se publicó en 1987, el álbum Loud and Clear, que fue el último álbum con Keni Richards, Steve Lynch, Randy Rand y Steven Isham en la banda. Fue un relativo fracaso de ventas, hasta que al fin, Steve Plunkett, decidió deshacer la banda Autograph. En 1997, Steve, publicó Missing Pieces y en 2003 junto a Autograph, grabaron y publicaron el álbum Buzz siendo Steve Plunkett el único miembro original. Buzz obtuvo buenas calificaciones, y para acabar, un mediocre semi-recopilatorio llamado More Missing Pieces.

## Dirty White Boy y otros proyectos
Keni, tras el fracaso de Autograph en 1989, se fue a otra banda, esta vez algo más dura, llamada Dirty White Boy, y en 1990, Keni a la batería, publicaron el álbum Bad Reputation, y sobre 1995, Keni, hizo varios proyectos musicales, entre otras cosas, hasta 1999, que aparcó la música. Sobre 2005, hizo más proyectos, entre otros pequeños trabajos, sin obtener mucho resultado, hasta editar canciones con la batería y otras pequeñas cosas más que hacia. Ante el fracaso de todos aquellos trabajos, se convirtió nuevamente en batería, en otros pequeños grupos y conjuntos hasta la actualidad, cambiando de Heavy metal y Glam Rock, al Shock Rock, Rap Rock y al Pop.

## Álbumes de estudio
Con Autograph:
- Sign in Please - 1984
- That's The Stuff - 1985
- Loud and Clear - 1987

Con Dirty White Boy:
- Bad Reputation - 1991

## Recopilaciones
Con Autograph:
- Missing Pieces - 1997
- More Missing Pieces - 2003

Ninguno con Dirty White Boy.